# Criniger calurus
Criniger calurus е вид птица от семейство Pycnonotidae.

## Разпространение
Видът е разпространен в Ангола, Бенин, Камерун, Централноафриканската република, Република Конго, Демократична република Конго Кот д'Ивоар, Екваториална Гвинея, Габон, Гана, Гвинея, Гвинея-Бисау, Либерия, Мали, Нигерия, Сенегал, Сиера Леоне, Южен Судан, Судан, Того и Уганда.